# ألباتروس دي.3
ألباتروس دي.3 طائرة مقاتلة ألمانية من صنع شركة ألباتروس للطائرات، حلقت الألباتروس دي.3 في أول طيران لها في أغسطس 1916 ثم دخلت الخدمة في القوات الجوية الألمانية القيصرية والقوات الجوية الإمبراطورية النمساوية المجرية.

## المواصفات

### الصفات العامة
- Albatros D.IIIالطاقم: 1.
- الطول:7.33متر.
- المسافة بين الجناحين: 9.00 متر.
- الارتفاع :2.90 متر.
- مساحة الأجنحة:23.6 متر².
- الوزن فارغة: 695 كجم
- وزن الإقلاع الأقصى: 955 كجم

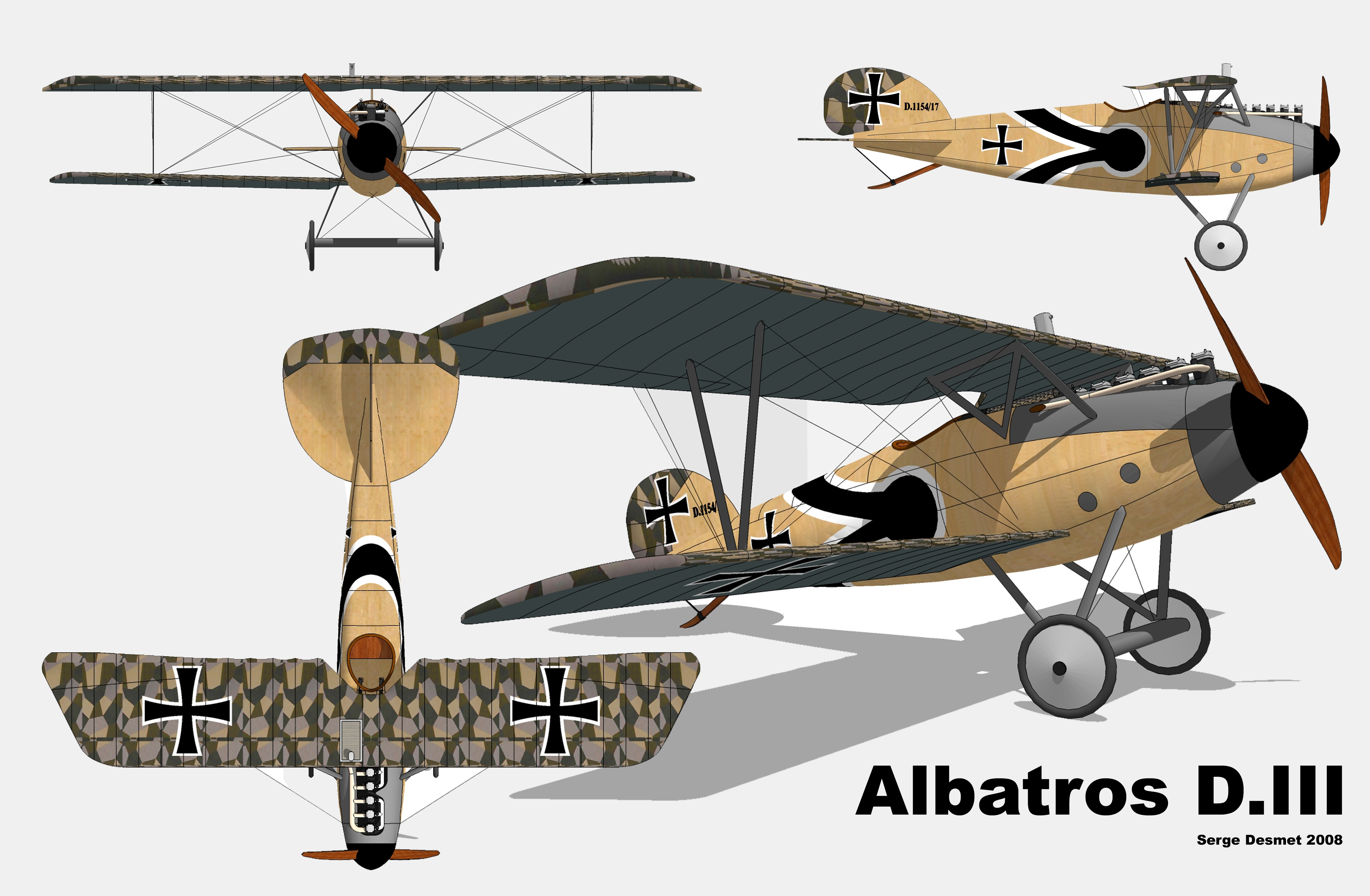
Albatros D.III

- المحرك: : محرك واحد من نوع Mercedes D.IIIa بقوة 170 حصان

### الأداء
- السرعة القصوى: 175
- المدى: 480 كيلومتر
- أقصى ارتفاع: 5,500 متر
- معدل الصعود: 4.5 متر/ثانية.
- الحمل على الأجنحة: 37.5 كيلوجرام/متر².
- النسبة دفع-وزن: 0.13

### التسليح
- 2 × 7.92 مم رشاش نوع LMG 08/15